# (5866) Sachsen
(5866) Sachsen (1988 PM2) – planetoida z pasa głównego asteroid okrążająca Słońce w ciągu 4,66 lat w średniej odległości 2,79 j.a. Odkryta 13 sierpnia 1988 roku.